# بادب

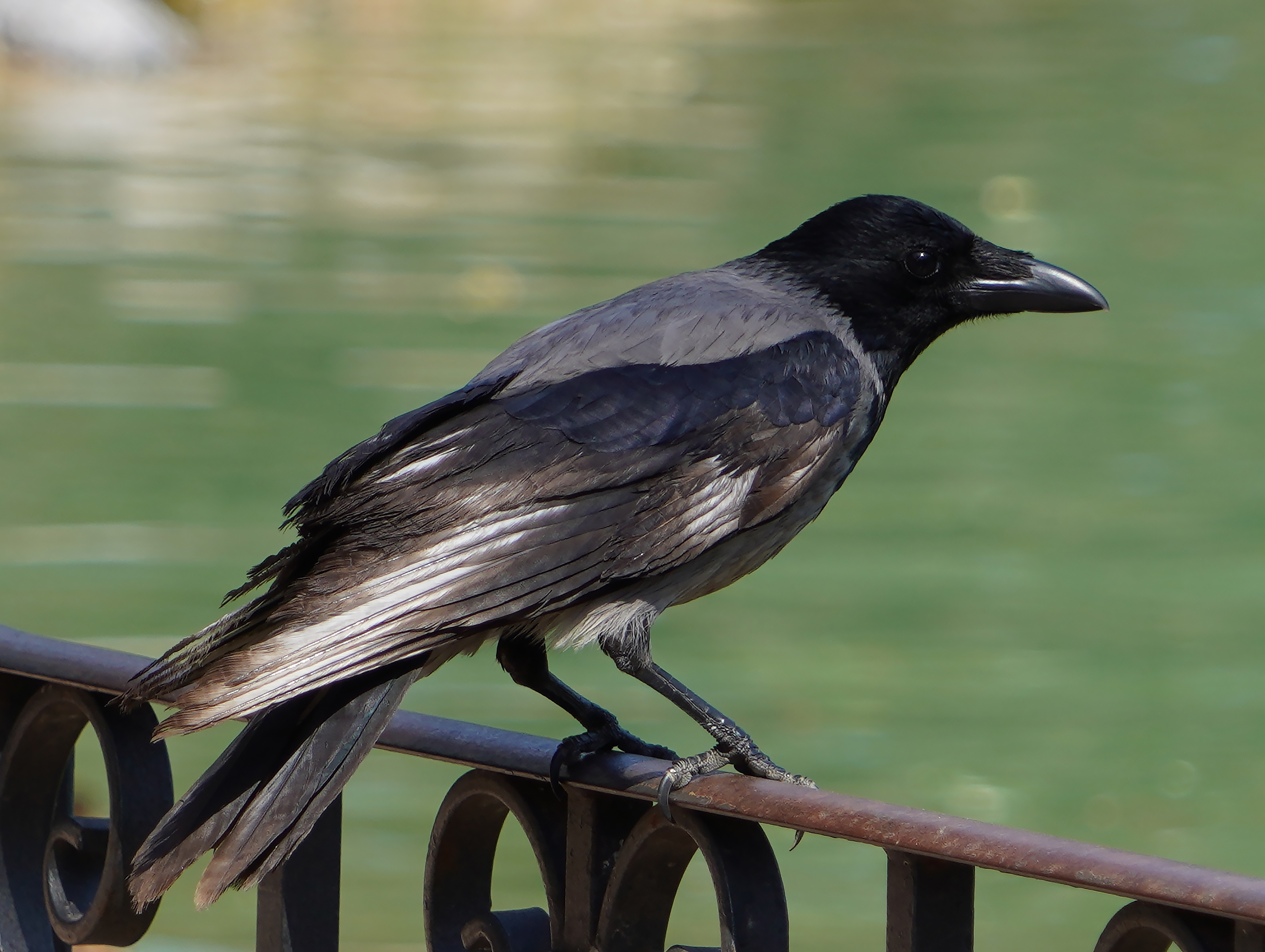
عادة ما تأخذ بادب شكل الغراب أو الزاغ المقنع.

البادب "الغراب"، في الميثولوجيا الأيرلندية، هي إلهة حرب تأخذ شكل من أشكال الغراب، وبالتالي تُعرف أحيانًا باسم ("غراب المعركة"). مع أخواتها: ماشا، وموريجان، أو أناند، تعد بادب (Badb) جزءً من ثلاثة آلهة للحرب تعرف باسم الموريغنا الثلاثة.